# Fantasy-Jahr 1960
Übersicht

◄◄ | ◄ | 1956 | 1957 | 1958 | 1959 | Fantasy-Jahr 1960 | 1961 | 1962 | 1963 | 1964 | ► | ►►

Weitere Ereignisse

## Neuerscheinungen Literatur
| Deutscher Titel | Deutschsprachiges Erscheinungsjahr | Originaltitel            | Autor           | Anmerkungen |
| --------------- | ---------------------------------- | ------------------------ | --------------- | ----------- |
| He! Rebeck!     | 1962                               | A Fine and Private Place | Peter S. Beagle |             |

## Filmpreise
Golden Globe
- Beste Newcomerin des Jahres: Janet Munro – Das Geheimnis der verwunschenen Höhle

## Neuerscheinungen Filme
| Deutscher Titel                | Deutschsprachiges Erscheinungsjahr | Originaltitel             | Regie          | Anmerkungen |
| ------------------------------ | ---------------------------------- | ------------------------- | -------------- | ----------- |
| Herr der drei Welten           | 1960                               | The 3 Worlds of Gulliver  | Jack Sher      |             |
| Das Schwert des roten Giganten | 1964                               | I giganti della Tessaglia | Riccardo Freda |             |

## Geboren
- Neil Gaiman
- Nalo Hopkinson
- Jane Johnson
- Holly Lisle († 2024)
- Kristine Kathryn Rusch
- Melissa Scott